# Les Forteresses noires
Les Forteresses noires est le huitième roman de Patrick Grainville, publié aux éditions du Seuil en 1982.

## Historique
Les Forteresses noires sont les tours de la Défense où Patrick Grainville plante son décor futuriste. Après une brève incursion dans le fantastique avec L'Ombre de la bête, l’auteur livre un roman moderne où les mythes urbains se confrontent au cosmos, aux ovnis et extraterrestres. Il traduit également son intérêt naissant pour de nouveaux espaces, métropoles et mondes en mutation, au centre de plusieurs de ses romans à venir: Los Angeles dans L'Atelier du peintre, Rio de Janeiro dans Colère, Tokyo, Londres et le Stade de Wembley dans Le Lien, Shenzhen dans Le Corps immense du président Mao...

## Résumé
Le banquier Raphaël, amoureux d’une adolescente, se voue à de mirobolantes opérations financières, tandis que dans les caves et souterrains des tours  une bande d’enfants cosmopolites adore un « roi des rats », c'est-à-dire une couronne de rats liés par leurs queues, à la naissance. Dans un grand atelier, Elodie, une jeune femme sculpteur crée un monstre infini à l’image de celui élaboré dans le même quartier par Raymond Moretti. Un médecin de nuit, Chandor  tombe amoureux d’Elodie. Le décor, loin d’être glacial, compose, au contraire, un poème épique de verre, de vent, de transparence, de reflets. Tous les désirs, les quêtes, les conflits  se poursuivent dans les dédales et les labyrinthes secrets de la Défense.

## Anecdotes
- Dans le prolongement de sa description de la Défense, Patrick Grainville reviendra en banlieue parisienne à l’occasion d’un crash d’avion mis en scène dans Le Jour de la fin du monde, une femme me cache (2000).
- Un autre rat, personnage à part entière, non moins fascinant et monstrueux, fera l’objet du roman de Patrick Grainville, Lumière du rat, en 2008.

## Éditions et traductions
- Les Forteresses noires, éditions du Seuil, 1982  (ISBN 2020060426).
- (ro) Fortaretele negre, editura Cartier, 2009  (ISBN 9789975795890).